# 竹沢太一

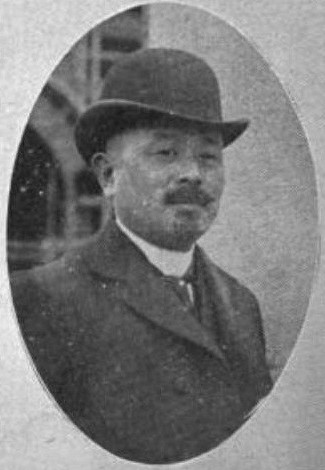
竹沢太一

竹沢 太一（たけざわ たいち、1871年3月8日（明治4年2月7日） - 1945年（昭和20年）3月20日）は、日本の政治家。衆議院議員（2期）。

## 経歴
千葉県出身。アメリカカリフォルニア大学、フランステオドル大学に学ぶ。パリ林正忠商店勤務、帰国後、農商務省嘱託、東京市博覧会主事、シャトル万博、リエージュ万博各日本出品協会事務局長、台湾総督府嘱託、サンフランシスコ万博、リオデジャネイロ万博各事務局長を務める。安房銀行監査役、日本漁業、安房酒造各(株)取締役、明治製菓(株)監査役となる。
1920年の第14回衆議院議員総選挙において千葉9区から立憲政友会公認で立候補して初当選。1924年の第15回衆議院議員総選挙では政友本党公認で立候補したが落選。1930年の第17回衆議院議員総選挙では千葉3区から政友会公認で立候補したが落選。1932年の第18回衆議院議員総選挙で復帰した。1936年の第19回衆議院議員総選挙で落選した。1945年死去。